# Херст, Джон (футболист)
Джон Херст (англ. John Hurst; 6 февраля 1947, Блэкпул, Ланкашир — 18 января 2024) — английский футболист, играл на позиции защитника.

## Биография

### Игровая карьера
Родившийся в Блэкпуле Херст был воспитанником академии «Эвертона», дебютировав за «ирисок» после успешного выступления за молодёжную команду. В составе «Эвертона» он играл с 1964 по 1976 год, сыграв за команду всего 404 матчей, став одним из лидеров клуба по количеству сыгранных матчей.
Вместе с капитаном команды Брайаном Лабоном он был лидером обороны «ирисок», выиграв с командой Кубок Англии 1966 года и чемпионский титул 1970 года. По окончании сезона 1975/76 он перешёл в «Олдем Атлетик», за который играл пять сезонов и завершил в этом клубе карьеру.

### Тренерская деятельность
Входил в тренерский штаб «Эвертона», в котором работал в 1990-х годах, а также в «Манчестер Сити» в качестве скаута.

### Смерть
Скончался 18 января 2024 года в возрасте 76 лет.

## Достижения
«Эвертон»
- Чемпион Первого дивизиона (1): 1969/70
- Обладатель Кубка Англии (1): 1966
- Обладатель Суперкубка Англии (1): 1970